# Ernst Moser (Triathlet)
Ernst Moser (* 21. November 1979) ist ein ehemaliger österreichischer Triathlet.

## Werdegang
Ernst Moser arbeitet als Physiotherapeut. Seit 2009 war er als Triathlon-Profi aktiv und startete vorwiegend bei Bewerben auf der Ironman-Distanz (3,8 km Schwimmen, 180 km Radfahren und 42,195 km Laufen).
Er wurde trainiert von Horst Stocker und startete für den Verein ATUS Sparkasse Knittelfeld. Seit 2012 tritt er nicht mehr international in Erscheinung. Ernst Moser lebt mit seiner Frau  in Wiener Neustadt.

## Sportliche Erfolge
| Datum/Jahr    | Rang | Wettbewerb         | Austragungsort | Zeit     | Bemerkung                       |
| ------------- | ---- | ------------------ | -------------- | -------- | ------------------------------- |
| 5. Mai 2012   | 9    | Ironman St. George | St. George     | 10:04:07 |                                 |
| 7. Mai 2011   | 11   | Ironman St. George | St. George     | 09:14:35 | als schnellster Österreicher    |
| 29. Aug. 2010 | 11   | Ironman Canada     | Penticton      | 08:53:49 | [ 2 ]                           |
| 4. Juli 2010  | 12   | Ironman Austria    | Klagenfurt     | 08:40:51 | mit neuer persönlicher Bestzeit |
| 5. Juli 2009  | 14   | Ironman Austria    | Klagenfurt     | 08:43:20 |                                 |
| 13. Juli 2008 | 19   | Ironman Austria    | Klagenfurt     |          |                                 |
| 2007          | 149  | Ironman Hawaii     | Hawaii         | 09:38:03 | Start bei der Weltmeisterschaft |
| 2007          | 27   | Ironman Austria    | Klagenfurt     |          |                                 |